# Транкебар

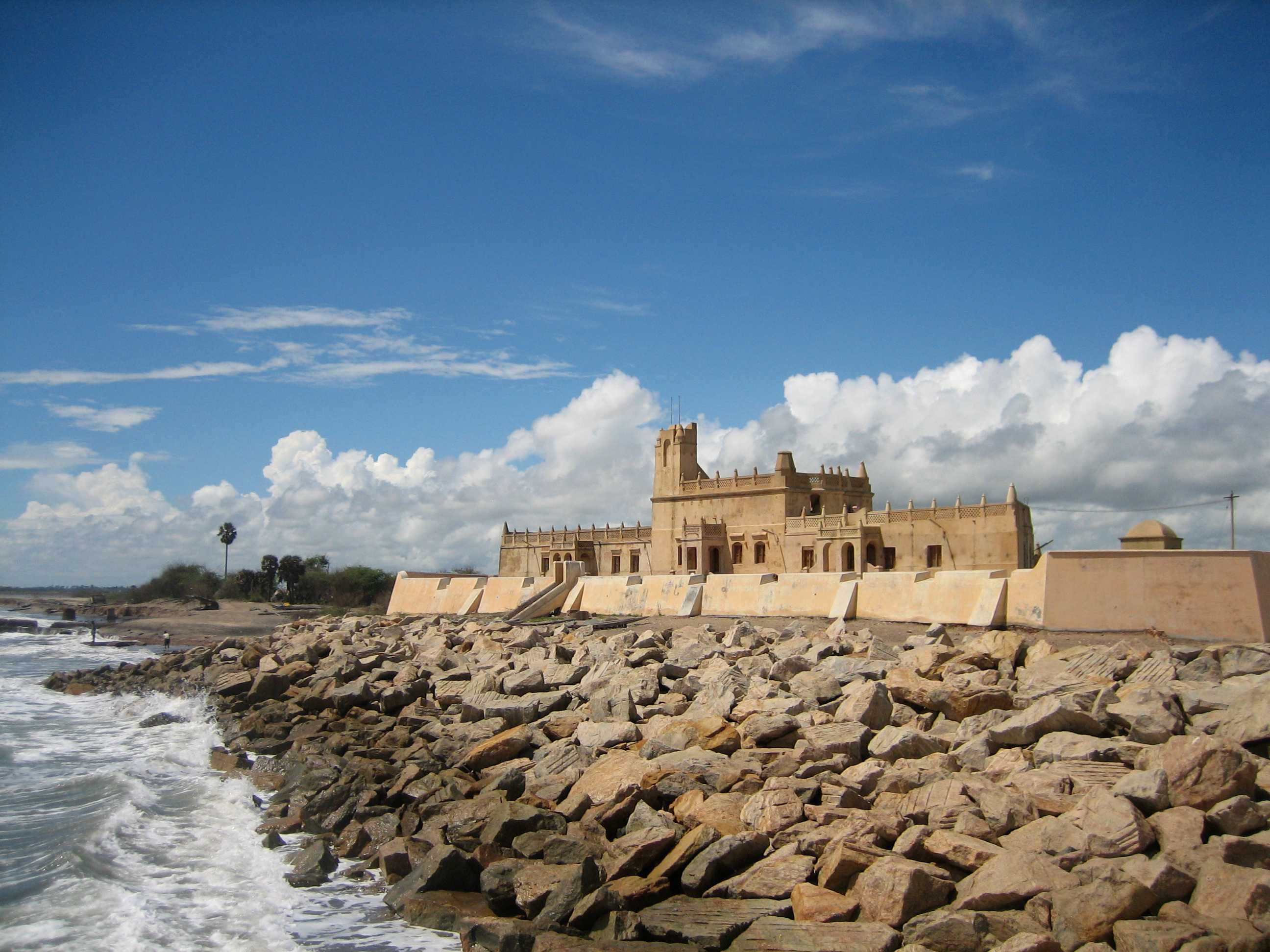
Форт Дансборг в Транкебаре

Транкебар (дат. Tranquebar, Trankebar) — датская колония в Индии, располагавшаяся в 250 километрах от Мадраса.
В 1620 году Транкебар был приобретён у раджи Танджура датской Ост-Индской компанией, которая превратила его в центр торговли и мореплавания между Данией и Индией. Первым губернатором стал датский адмирал Гедде. В 1660 году здесь был возведён форт Дансборг, от которого до наших дней сохранились стены и бастионы. Помимо крепости также сохранилась Ново-Иерусалимская церковь, построенная в 1718 году.
В XVIII веке в городе проживало около 3 тысяч жителей, однако численность датских служащих, солдат и торговцев едва доходила до двух сотен. Морские связи с метрополией никогда не были интенсивными. Из Копенгагена в год приходило всего одно или два судна, а в 1639 году сообщение прервалось совсем. Однако Транкебар оставался датским, а в 1670 году морское сообщение с Копенгагеном было восстановлено благодаря вновь организованной датской Ост-Индской компании. Впрочем, связи стали регулярными лишь с основанием в 1732 году Азиатской компании, отправлявшей сюда по одному кораблю в год.
В 1705 году в Транкебаре обосновалась лютеранская миссия, которая считается самой первой лютеранской миссией в мире.
В 1801 году город захватили англичане, однако год спустя Дании удалось вернуть его дипломатическим путём. В 1808 году Транкебар вновь перешёл под контроль Англии, но в 1815 году был возвращён датчанам. В 1845 году колония была продана английской Ост-Индской компании за 20 тыс. фунтов. Датский флаг над фортом был спущен 7 ноября 1845 года.